# Giovanni Bembo
Giovanni Bembo (Venezia, 21 agosto 1543 – Venezia, 16 marzo 1618) fu il 92º doge della Repubblica di Venezia.
Militare distintosi contro l'Impero ottomano (si distinse nella battaglia di Lepanto), l'Impero asburgico e l'Impero spagnolo, non brillò quale capo di stato perché era privo di intraprendenza politica.

## Biografia

### Infanzia
Secondogenito di Agostino Bembo e di Chiara Del Basso, Giovanni apparteneva ad una della casate patrizie più antiche di Venezia (c.d. "Case vecchie"), il cui palazzo affaccia sul Canal Grande. La situazione economica della casata, non più florida come un tempo, si stava risollevando grazie alle sostanze del nonno materno Bonadio, un ricchissimo mercante di origini bergamasche.
Non essendo sposato poté dedicarsi solo alla carriera.

### Carriera politica
Coraggiosissimo, tanto che s'era arruolato in un equipaggio di galea a soli undici anni, Giovanni Bembo si costruì fama di patriota e capace uomo d'armi nella Quarta guerra turco-veneziana: sopracomito di galea, si distinse nella battaglia di Lepanto, nella presa di Sopotò e di Margariti e nell'assalto (fallito) a Santa Maura nel '72. Nel triennio 1577-1579 fu capitano della guardia a Candia e si costruì nuova fama questa volta come nemico giurato dei pirati, cosa che gli valse il capitanato del Golfo (1581-1583) e poi il capitanato generale di Candia (1588-1591).
Pur già minato fa frequenti stati febbrili, sostenne diverse provveditorie militari: all'Armata (1591-1595), a Palma (1596) e nel Golfo (1597-1598). Durante quest'ultimo incarico, prese per sé l'eredità di Almorò Tiepolo, il Capitano contra Uscocchi, sostenendo vari scontri con i pirati uscocchi, che quasi arrivò a sterminare in prossimità di Rogosnizza, generando tensioni tra la Serenissima e l'Imperatore Rodolfo d'Asburgo. 
A Venezia, dopo esser stato savio grande e consigliere, fu nominato Procurator de ultra nel 1601. Nel 1607, durante la fase finale della c.d. "Guerra dell'Interdetto", sotto minaccia di un'invasione spagnola nel Mare Adriatico fomentata dalla Santa Sede, il Bembo fu fatto Capitano generale da Mar e prese quartiere a Corfù. Le sue operazioni si limitarono però a semplici spostamenti strategici nel Mar Ionio, mancando un oggettivo casus belli tanto quanto una chiara linea politica da parte del Senato. Alcuni storici hanno tra l'altro osservato che il Bembo non brillava d'intraprendenza, se privato di un chiaro ingaggio.
Nel 1612, alla morte di Leonardo Donà, Bembo si propose per il dogato ma finì con il votare per Marcantonio Memmo.

### Dogado

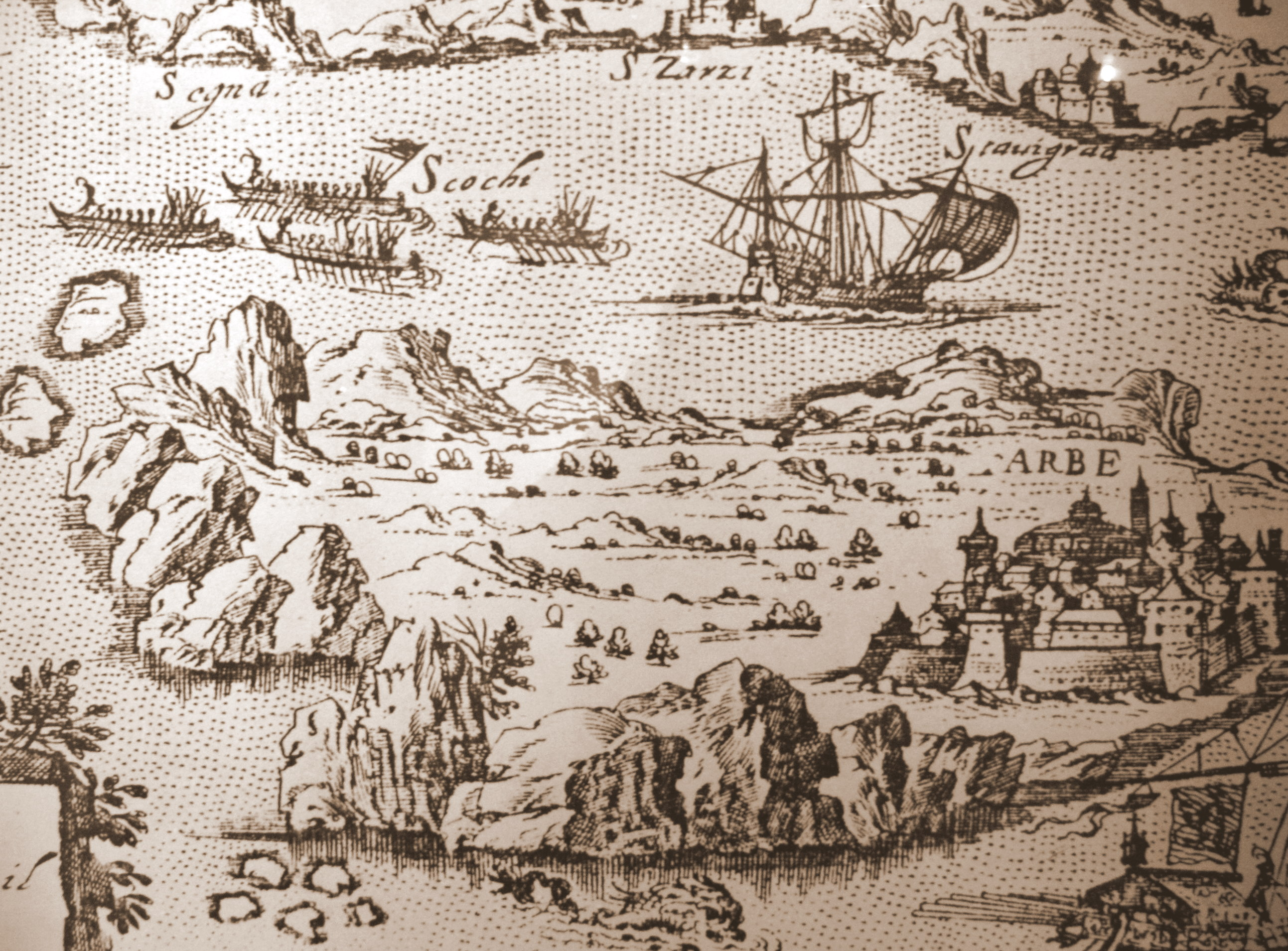
Galee uscocche fuori Segna - ill. (XVII secolo) - Museo della Fortezza di Nehaj (Croazia).

Alla morte del Memmo (1615), il dibattito su chi dovesse essere il futuro doge s'infiammò subito. Le "case vecchie" si divisero in più fazioni, così come quelle "nuove" e non si giunse quindi ad un accordo. Dopo alleanze, scontri e compromessi solo la minaccia di sciogliere il Consiglio costrinse i 41 elettori dogali a convergere sul Bembo.
Nonostante le sue condizioni non perfette di salute governò con decisione e risolutezza, fronteggiando la grave minaccia per Venezia costituita dalla Casa d'Asburgo.
Per prima cosa, Bembo dovette chiudere la contesa con gli uscocchi che, patrocinati dagli Asburgo d'Austria, erano tornati a nuocere proprio in quell'anno, razziando Monfalcone (enclave veneziana in territorio asburgico) e scatenando la ritorsione marciana contro Segna, difesa da uscocchi e soldati asburgici.

Bembò guidò così la Serenissima nella Guerra di Gradisca, cominciata pochi mesi prima della sua elezione (agosto). Le truppe veneziane di terra erano avanzate nella piana dell'Isonzo, mentre il contrattacco asburgico veniva duramente bloccato in Istria, ed avevano concentrato i loro sforzi intorno alla piazzaforte di Gradisca ed a Gorizia. Mentre il conflitto di terra ristagnava (1616-1617), la flotta veneta stanò e massacrò i pirati uscocchi, prima di essere costretta in scontri inconcludenti con la flotta spagnola giunta nel "Golfo" da Napoli (aprile 1617).
Il successivo Trattato di Madrid (1617) chiuse la questione uscocca per Venezia ma non risolse il ben più complesso conflitto con la casa d'Asburgo.

#### Congiura di Bedmar

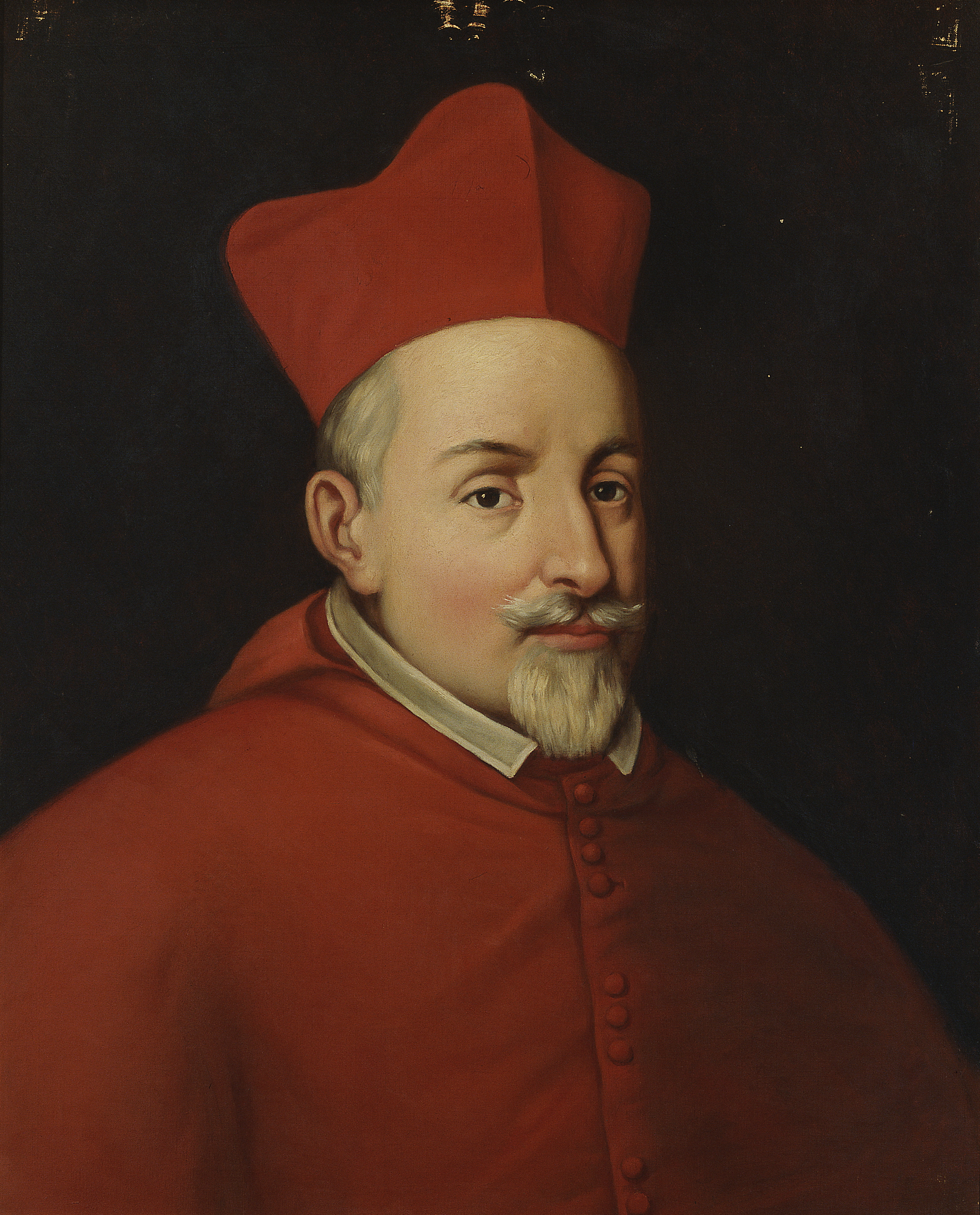
Ritratto postumo del Marchese di Bedmar.

Gli Asburgo-Spagna, tramite il loro ambasciatore, il Marchese di Bedmar, tramavano infatti ai danni della Repubblica per farla cadere ed impossessarsi delle sue terre e ricchezze (v.si Congiura di Bedmar). Si diceva per la città che la flotta spagnola fosse già alle porte della laguna e, anche se era una cosa palesemente falsa, il panico iniziò a serpeggiare. Tutte le istituzioni furono mobilitate e sin dal luglio del 1617 i consigli statali si mossero per sapere quanto più possibile: si percepiva che la Spagna aveva molte spie in ogni grado dell'amministrazione e si pensava che, presto, potesse agire.

### Ultimi tempi e morte
Il doge partecipò con generosità a tutte queste riunioni nonostante i suoi malesseri ma, senza dare un contributo serio, riuscì solo a peggiorare le condizioni di salute. Il serenissimo principe morì il 16 marzo 1618, mentre la crisi s'andava aggravando in seguito a denunce anonime che parlavano di un colpo di Stato imminente.

## Nella cultura di massa
Giovanni Bembo è inserito come personaggio nel film Il boia di Venezia di Luigi Capuano, si tratta tuttavia di una evidente deformazione della realtà storica, poiché la trama è ambientata nel 1645, quando il Doge era già defunto da anni, nelle vicende narrate tuttavia si ode l'eco della congiura di Bedmar (anche se il complotto anziché essere ordito dagli Spagnoli è opera di un Inquisitore di Stato).

### Esplicative
1. ↑  Lo scontro e la repressione furono tanto violenti che il popolo uscocco sparì dalla storia ed i pochi superstiti dovettero riparare nell'entroterra, sotto protezione austriaca.

### Bibliografiche
1. 1 2 3 4  DBI.
2. ↑   D Raines, Cooptazione, aggregazione e presenza al Maggior Consiglio: le casate del patriziato veneziano, 1297-1797 (PDF), in Storia di Venezia - Rivista, I, 2003,  pp. 2-64, ISSN 1724-7446 (WC · ACNP).
3. ↑  Onigo A (1616), Oratione... nella sua essaltatione al principato, Venezia: "ancor fanciullo passaste dalla quiete delle piume a' moti procellosi dell'onde, da gli agi della Patria a' disagi del mare, et provaste prima i pericoli dell'acque, che conosceste le delitie della terra".
4. ↑  Archivio di Stato di Venezia, Collegio Secreta, Relazioni, b. 63, cc. 84r-85v
5. ↑  Archivio di Stato di Venezia, Collegio Secreta, Relazioni, b. 81, n. 12.
6. ↑  Bembo G, Relation... presentata e letta nell'eccellentissimo Senato a' dì 12 settembre 1598, ed. (1875), Venezia.
7. ↑  Archivio di Stato di Venezia, Senato. Lettere provveditori da Terra e da Mar, f. 1077; Ibidem, Collegio Secreta. Relazioni, b. 75, n. 2)
8. ↑  De Magistris CP (1941), Per la storia del componimento della contesa tra la Repubblica veneta e Paolo V [1605-1607], Torino, p. 282.
9. ↑  Bratti R, Un laborioso conclave docale, in Atti d. R. Ist. veneto di scienze, lett. ed arti, XCIII (1933-34), II, pp. 1513-1523.
10. ↑   Riccardo Caimmi, La guerra del Friuli, Libreria Editrice Goriziana, 2007, ISBN 978-88-6102-008-5., cap. VII.
11. ↑  Luzio A, La congiura spagnola contro Venezia nel 1618, in Misc. di storia veneta, s. 3, XIII (1918), p. 62 e passim alle pp. 109-120, 164 s.
12. ↑   Riccardo Pasqualin, Due film di Luigi Capuano sulla Repubblica Veneta passati al vaglio della realtà storica, su Sololibri.net, 30/08/2023.